# David Capper
David Capper (* 2. März 1901 in London; † 10. Juni 1974) war ein britischer Pädagoge und politischer Aktivist. Er war einer der Mitbegründer der Kommunistischen Partei Großbritanniens (CPGB).

## Leben und Tätigkeit
Capper war der Sohn litauischer Juden, die aus ihrer alten Heimat aufgrund der dortigen antisemitischen Verfolgung geflohen waren.
In seiner Jugend wandte Capper sich sozialistischen und atheistischen Ideen zu. 1917 erhielt er ein Stipendium für den Besuch des King’s College London, wo er sich dem Studium der französischen Sprache und Kultur widmete und schließlich ein Lehrerdiplom für Französisch erwarb.
1920 nahm Capper am Gründungskongress der CPGB teil.
Von 1922 bis 1966 arbeitete Capper als Lehrer. Aufgrund seiner Tätigkeit für die CPGB und (seit 1928) für die Teachers Labour League (TLL), die Gewerkschaft der Lehrer, musste er seine Stellung häufig wechseln bzw. wurde häufig entlassen. So verlor er 1931 eine Anstellung als Lehrer in Gillingham, Kent, da seine politische Tätigkeit der Schulleitung als anrüchig erschien.
Aufgrund seiner Sprachkenntnisse wurde Capper 1930 zum International Secretary der Teachers Labour League ernannt. In dieser Stellung wandte er sich gegen den Einfluss religiöser Institutionen auf das britische Erziehungs- und Bildungssystem. 
Ende der 1930er Jahre geriet Capper aufgrund seiner Rolle im Bildungswesen, seiner CPGB-Mitgliedschaft und wahrscheinlich auch aufgrund seiner jüdischen Herkunft in das Visier der Polizeiorgane des nationalsozialistischen Deutschlands, die ihn als wichtige Zielperson einstuften: Im Frühjahr 1940 setzte das Reichssicherheitshauptamt in Berlin ihn dann auf die Sonderfahndungsliste G.B., ein Verzeichnis von Personen, die im Falle einer erfolgreichen deutschen Invasion Großbritanniens durch die Sonderkommandos der SS-Einsatzgruppen mit besonderer Priorität ausfindig gemacht und verhaftet werden sollten.
Während des Zweiten Weltkriegs wurde Capper Sekretär des Zentralkomitees der Londoner Lehrergewerkschaft (London Teachers Association), der Untergliederung der Nationalen Lehrergewerkschaft (National Union of Teachers). Als Vertreter der Teachers Labour League war Capper federführend verantwortlich für die Ausarbeitung und Formulierung der von der CPGB in das Erziehungsgesetz (Educational Act) von 1944 eingebrachten Bestimmungen.
Von 1945 bis 1956 unterrichtete Capper Geographie (anstatt seines eigentlichen Ausbildungsfaches Französisch) an der Battersea Grammar School als Assistant Master. Parallel war er aber weiterhin in der London Teachers Association aktiv.